# Methanomonas
Methanomonas és un gènere de bacteris que s'utilitzen per obtenir bioproteïnes. Aquests bacteris poden oxidar el metà i viuen en ambients aquosos o sobre jaciments de gas o petroli. Són bacils gram negatius flagel·lats. L'assimilació del metà s'aconsegueix o bé per la síntesi de fosfat al·lulosa o per la formació de l'aminoàcid serina.
Les Methanomonas no s'han aïllat i definit clarament, i el nom pel qual es coneixen Methanomonas methanica Söhngen, és probable que no designi una única espècie. Els bacteris oxidificants del metà necessiten per desenvolupar-se més oxigen que els llevats i les algues, i això augmenta el cost de producció.
El metà figura entre les fonts més barates i abundants en calories que es pugui trobar.
Els bacteris Methanomonas són les úniques que poden utilitzar el metà com a font d'energia. Aquests bacteris es produeixen en un cultiu submergit en una solució aquosa de sals minerals i una font de nitrogen (amoníac o urea). La biomassa obtinguda dessecada conté al voltant del 70-80% de proteïnes que es pot utilitzar com a pinso.

## Taxonomia
Segons dsmz:
- Methanomonas methylovora subsp. methylovora
- Methanomonas methylovora subsp. thiaminophila[2]